# Ndjem (langue)
Pour les articles homonymes, voir Ndjem.
Le ndjem (ou djem, dzem, ndjeme, ndzem, ngyeme, njem, njeme, njyem, nyem, zimu) est une langue bantoue du groupe makaa-njem parlée par la population djem au Cameroun, dans la région de l'Est, le département du Haut-Nyong et l'arrondissement de Ngoyla, également en république du Congo.
Le nombre total de locuteurs a été estimé à 7 900, dont 4 400 au Cameroun (2005).